# توکای پهلوحنایی

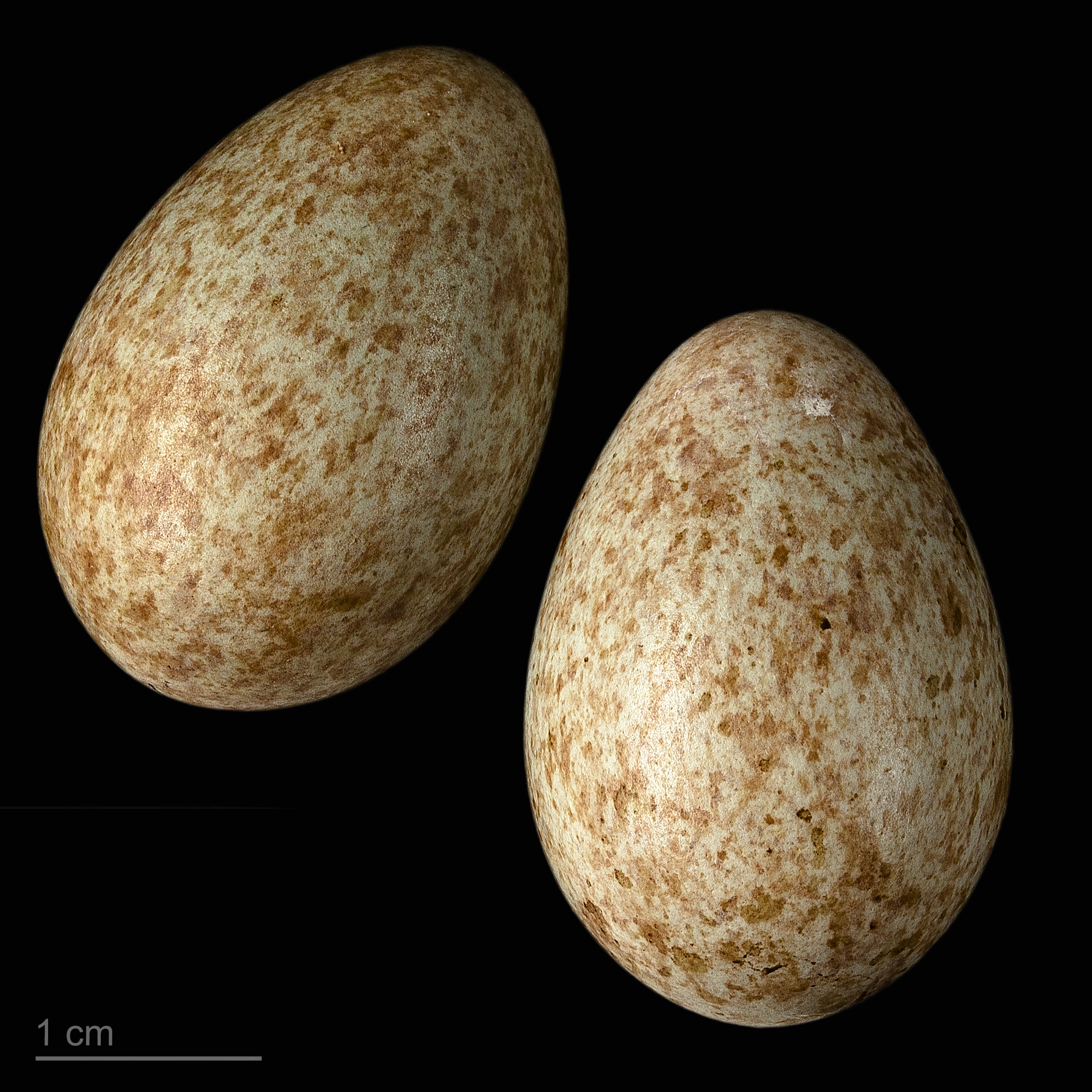
Turdus naumanni

توکای پهلوحنایی یا توکای نائومان (نام علمی: Turdus naumanni) یکی از اعضای خانواده توکایان است که به سمت شرق از سیبری مرکزی تا منچوری شمالی، سرزمین آمور و ساخالین زادآوری می‌کند. ارتباط نزدیکی با توکای تیره T. eunomus دارد که در شمال پرورش می‌یابد. این دو اغلب به عنوان هم‌گونه در نظر گرفته شده‌اند.
این گونه در مناطق جنگلی باز زادآوری می‌کند. توکای تیره، همان‌طور که انتظار می‌رود، نسبت به زیستگاه‌های کوهستانی و لبه توندرا بردباری بیشتری دارد. این گونه به شدت مهاجر است و زمستان‌گذرانی از جنوب آسیا به جنوب شرق آسیا، عمدتاً در چین، کره و کشورهای همسایه دارد. این یک سرگردان نایاب به غرب اروپا است.
این یک توکای متوسط اما تنومند است که در ساختار یک توکای پشت‌بلوطی کوچک را به یاد می‌آورد. زیربال قهوه‌ای سرخ‌فام است و یک نوار ابرویی کم‌رنگ وجود دارد.
ماده تقریباً شبیه به نر است، اما نابالغ‌ها الگوی ضعیف‌تری دارند.
آواز توکای پهلوحنایی ممکن است با آواز توکای تیره مانند توکای پهلوسرخ سوت‌دار یا فلوت‌دار متفاوت باشد.